# Heinrich Struth
Heinrich Struth (* 19. Jahrhundert; † 20. Jahrhundert) war ein deutscher Radrennfahrer.

## Sportliche Laufbahn
Struth war im Bahnradsport aktiv. Bei den Bahnradsport-Weltmeisterschaften 1901 in Berlin gewann er beim Sieg von Émile Maitrot die Bronzemedaille im Sprint der Amateure.
Bei der nationalen Meisterschaft im Sprint wurde er 1902 Zweiter hinter Albert Leopold. Dritter der Sprintmeisterschaft wurde er 1901, 1903 und 1904.